# Werner Schumacher (Politiker)

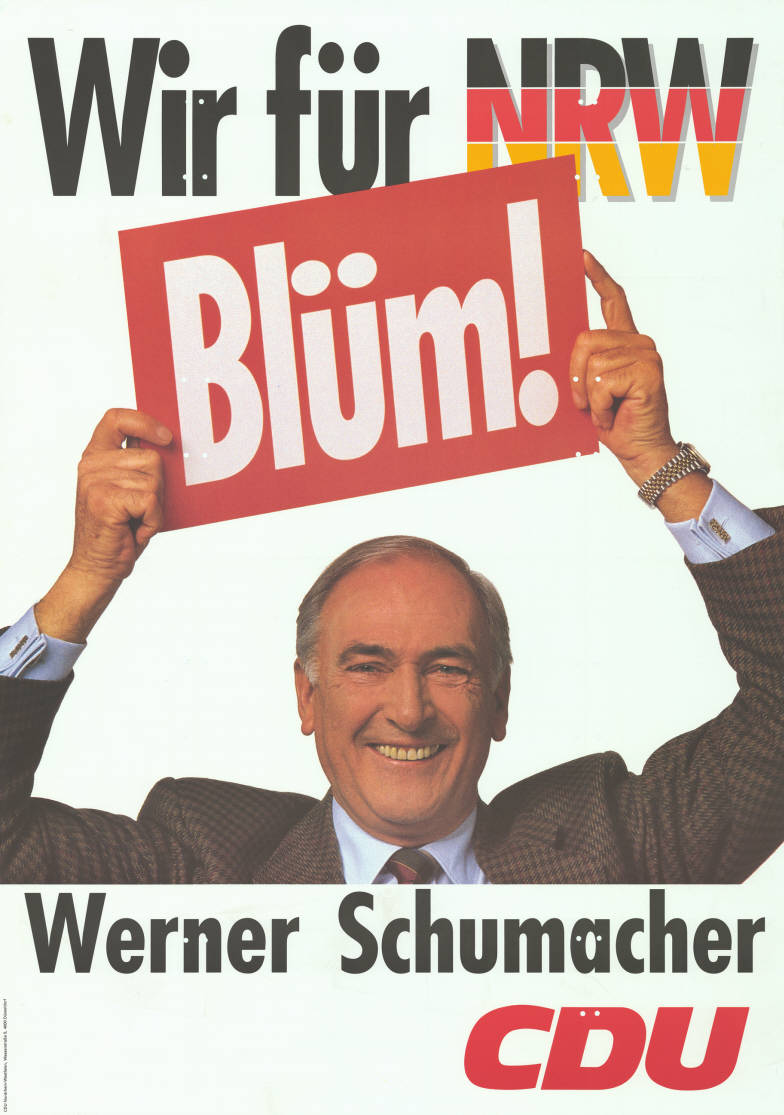
Werner Schumacher auf einem Wahlplakat zur Landtagswahl 1990

Werner Schumacher (* 6. März 1932 in Kall, Kreis Euskirchen; † 22. November 1990) war ein deutscher Politiker der CDU.

## Ausbildung und Beruf
Nach dem Besuch des Gymnasiums erlangte Werner Schumacher 1953 das Abitur. Er belegte im Anschluss daran ein Studium der Volkswirtschaft an der Rheinischen Friedrich-Wilhelms-Universität zu Bonn, das er 1957 mit dem Examen zum Diplom-Volkswirt abschloss. Danach arbeitete er als selbstständiger Kaufmann in der elterlichen Firma, in der er auch als geschäftsführender Gesellschafter tätig war.

## Politik
Werner Schumacher war seit 1960 Mitglied der CDU. Er wurde Mitglied des Kreisparteivorstands Euskirchen und Vorsitzender des Gemeindeverbands Kall. Er war als Delegierter zu Bundes- und Landesparteitagen tätig. Von 1972 bis 1983 war er Vorsitzender der Kreismittelstandsvereinigung Euskirchen, früher schon war er Mitglied des Landesvorstandes der Mittelstandsvereinigung. Ab 1964 wurde Schumacher Mitglied des Rates der Gemeinde Kall, Bürgermeister von Kall war er ab 1972. Ab 1969 bis zur Auflösung durch die kommunale Gebietsreform fungierte er als Mitglied des Kreistages Schleiden und als stellvertretender Landrat. Ab 1972 wurde er Mitglied des Kreistages Euskirchen und ab 1978 Fraktionsvorsitzender der CDU im Kreistag.
Von 1974 bis 1980 war Schumacher Mitglied der Landschaftsversammlung Rheinland. Er war Vorsitzender der Verbandsversammlung Wasserverband Oleftal, Verwaltungsrat der Kreissparkasse Euskirchen und hier im Kreditausschuss sowie Aufsichtsrat der Kreis-Energie-Versorgung-Schleiden.
Werner Schumacher war vom 29. Mai 1980 bis zu seinem Tode am 22. November 1990 direkt gewähltes Mitglied des 9. 10. und 11. Landtags von Nordrhein-Westfalen für den Wahlkreis 012 Euskirchen II.